# Украинска държава
Украинската държава (на украински: Українська Держава), понякога наричана Втори Хетманат (на украински: Другий Гетьманат), е антикомунистическо правителство, което съществува на по-голямата част от съвременната територия на Украйна (с изключение на Западна Украйна) от 29 април до 14 декември 1918 г.
То е поставено от германските военни власти след свалянето на социалистическия Централен съвет на Украинската народна република на 28 април 1918 г. Украйна се превръща във временна диктатура на хетмана на Украйна Павло Скоропадски, който забранява всички социалистически ориентирани политически партии, създавайки антиболшевишки фронт. Украинската държава рухва през декември 1918 г., когато Скоропадски е свален и Украинската народна република се връща на власт под формата на Директорията.

## География
Страната се намира в Източна Европа по средния и долния участък на река Днепър на брега на Черно и Азовско море. Украинската държава обхваща по-голямата част от територията на съвременна Украйна - без Западна Украйна и Крим. Територията ѝ обаче се простира до днешните Русия, Беларус, Молдова и Полша.
На североизток, Украйна установява предварителна демаркационна линия с Руската СФСР, на изток граничи с Република Дон, на юг са Черно море и Азовско море, докато Кримският полуостров - Кримското регионално правителство - идва под контрола на Сулкевич. На югозапад по Днепър минава границата с Кралство Румъния, на запад Украйна граничи с Германската империя и Австро-Унгария. На север се намират окупираните от германците територии Обер Ост и Беларуската народна република.

## История
В резултат на болшевишката агресия, правителството на Украинската народна република, което първоначално провежда антивоенна политика, търси военна подкрепа, след като столицата Киев е превзета на 9 февруари 1918 г. от Михаил Муравьов. На 9 февруари Украйна подписва Брест-Литовския договор с Централните сили и до март всички болшевишки сили на Руската СФСР се изтеглят от територията на Украйна. Германската армейска група Киев е създадена с цел защита на Украйна от по-нататъшна болшевишка агресия и оглавявана от германския фелдмаршал Херман фон Айххорн.
На 25 април администрацията на група армии „Киев“ заподозрява правителството на Всеволод Холубович в отвличането на Абрам Добри (1867—1936), председател на Външнотърговската банка в Киев. Чрез тази банка, германските окупационни сили официално извършват всички финансови операции с Райхсбанк в Берлин. На следващия ден Айххорн издава указ, според който всички наказателни дела на територията на Украйна могат избирателно да попадат под юрисдикцията на германския полеви военен съд, вместо на украинската съдебна система.
В същия ден (29 април) в сградата на Киевския цирк се провежда партиен конгрес на производителите на хляб, състоящ се от около 6000 делегати от всичките осем губернии на Украйна. След като получава информация за ситуацията на конгреса от своите пратеници, Павло Скоропадски по-късно пристига на събитието, където е избран за Хетман на Украйна. Същата нощ привържениците на хетмана превземат правителствената сграда на военните и вътрешните работи, както и Държавната банка. На следващия ден, елитната и най-вярна формация на Централния съвет, Сечовите стрелци е разоръжена.
Скоропадски издава своя манифест „До всеукраинската нация“ и Закона за временното държавно устройство. Желаейки стабилност, австро-унгарските и германските сили приветстват преврата; Скоропадски им сътрудничи, което го прави непопулярен сред много украински селяни. Новата държава запазва тризъбия герб и националния флаг. Сечовите стрелци се противопоставят на преврата и са разпуснати заедно със "Сините палта", украинска дивизия, сформирана от военнопленници в Германия и Австрия, кръстена на техните сини униформи.
Вътрешното противопоставяне е предизвикано от реквизиране на хранителни запаси и възстановяване на земята на богатите земевладелци. Противниците на режима на Скоропадски извършват палежи и саботажи и през юли 1918 г. убиват Херман фон Айххорн, командващия германските войски в Украйна. През август 1918 г. антискоропадската коалиция успява да го принуди да сформира отново Сечовите стрелци. По това време става очевидно, че Централните сили са загубили войната и че Скоропадски вече не може да разчита на тяхната подкрепа. По този начин, той търси подкрепа от консервативните руски елементи в обществото и предлага присъединяване към федерация с Антон Деникин и Бялото движение. Това допълнително подкопава позицията му сред украинците.
През декември 1918 г. Скоропадски е свален и Директорията се връща с Украинската народна република.

## Административно-териториално деление
| губерния                                            | губернски град   |
| --------------------------------------------------- | ---------------- |
| Волинска                                            | Житомир          |
| Екатеринославска                                    | Екатеринослав    |
| Киевска                                             | Киев             |
| Подолска                                            | Каменец Подолски |
| Полески окръг (от Минска губерния)                  | Мозир            |
| Полтавска                                           | Полтава          |
| Таврическа (без Крим)                               | Бердянск         |
| Харковска (с части от Курска и Воронежска губернии) | Харков           |
| Херсонска                                           | Херсон           |
| Холмска (с части от Гродненска губерния)            | Брест-Литовск    |
| Черниговска (с части от Курска губерния)            | Чернигов         |